# IC 4358
IC 4358 ist eine Spiralgalaxie vom Hubble-Typ Sbc im Sternbild Jungfrau auf der Ekliptik. Sie ist rund 144 Millionen Lichtjahre von der Milchstraße entfernt und hat einen Durchmesser von etwa 55.000 Lichtjahren. Wahrscheinlich bildet sie gemeinsam mit IC 971 ein gravitativ gebundenes Galaxienpaar.

Im selben Himmelsareal befinden sich u. a. die Galaxien NGC 5442, IC 4361, IC 4364, IC 4368.
Das Objekt wurde im April 1905 von dem deutschen Astronomen Max Wolf entdeckt.